# San Giovanni Bosco in via Tuscolana (titre cardinalice)
Le titre cardinalice de San Giovanni Bosco in via Tuscolana est érigé par le pape Paul VI le 5 février 1965 et rattaché à la basilique San Giovanni Bosco qui se trouve dans le quartier Don Bosco à l'est de Rome.

## Titulaires
| - Federico Callori di Vignale (1965-1971) - Stepán Trochta, titre pro illa vice (1973-1974) - Boleslaw Filipiak (1976-1978) - Egano Righi-Lambertini (1979-1989) - Virgilio Noè (1991-2002) - Stephen Fumio Hamao (2003-2007) - Vacant (2007-2010) - Robert Sarah (depuis novembre 2010) |